# علم بنسلفانيا

علم بنسلفانيا

علم حاكم بنسلفانيا

علم بنسلفانيا علم يمثل كومونولث بنسلفانيا، يتكوّن من خلفية زرقاء عليها شعار النبالة للولاية. اعتمد العلم في العام 1907. في صيف 2007 اقترح مشروع قانون لإضافة اسم الولاية على العلم لكنه لم يمرر.

## وصلات خارجية
ويكيبيديا الإنجليزية